# Интерфакс-Украина
Информационное агентство «Интерфакс-Украина» (укр. Інтерфакс-Україна) — украинская медиакомпания. Работает на рынке политической и экономической информации Украины с 1992 года.
По каналам агентства информационные сообщения с Украины рассылаются подписчикам во всём мире в режиме реального времени.
Агентство выпускает 40 информационных продуктов по политической и экономической тематике на четырёх языках (украинском, русском, английском и немецком).
С мая 1999 года агентство работает в режиме реального времени — сообщения рассылаются по мере их поступления, хотя агентство не отказывается и от традиционных четырёх выпусков новостей в день, а также от мини-блоков, который выходят каждые час-полтора. С мая 1998 года действует сайт.
Официальный партнёр американской корпорации Dun & Bradstreet (D&B) на Украине.